# Eri Tōsaka
Eri Tōsaka (jap. 登坂絵莉 Tōsaka Eri; ur. 30 sierpnia 1993 w Takaoce) – japońska zapaśniczka startująca w stylu wolnym, mistrzyni i wicemistrzyni świata. Złota medalistka olimpijska z Rio de Janeiro 2016 w kategorii 48 kg. 
Startuje w kategorii wagowej do 48 kg. Złota medalistka mistrzostw świata w 2013, 2014 i 2015 i zdobywczyni srebrnego medalu z 2012 roku. Mistrzyni Uniwersjady w 2013, jako zawodniczka Shigakkan University w Aichi. Najlepsza na igrzyskach azjatyckich w 2014. Brązowa medalistka mistrzostw Azji w 2012 i 2016. Pierwsza w Pucharze Świata w 2014 roku.